# Лето

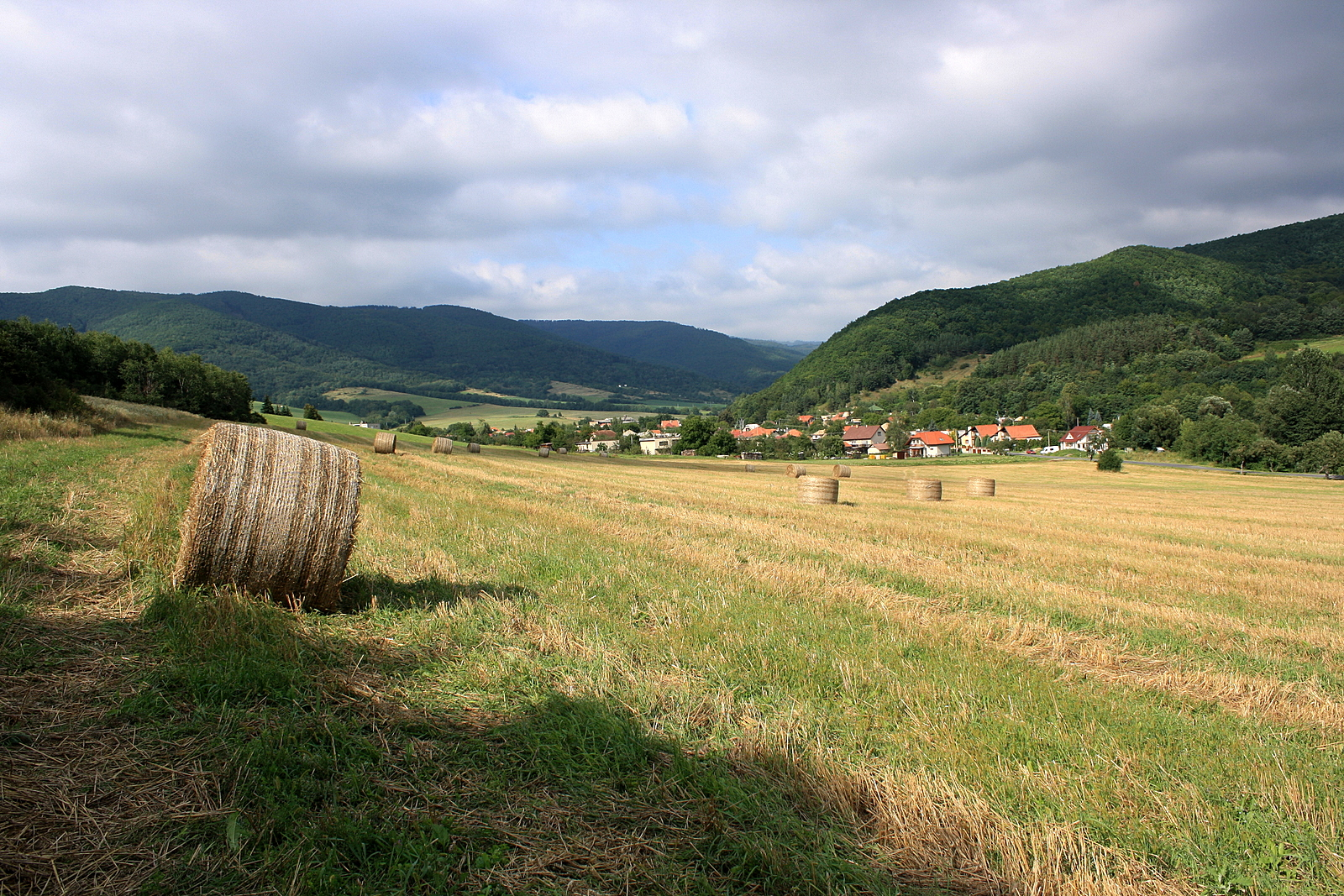
Лето в Словакии

Ле́то — одно из четырёх времён года, между весной и осенью, характеризующееся наиболее высокой температурой окружающей среды. В день летнего солнцестояния дни самые длинные, а ночи самые короткие.
Слово «лето» в значении соответствующего сезона — очень древнее, в русскоязычных письменных источниках встречается ещё в Чудовской псалтыри (XI век).
Дата начала лета варьируется в зависимости от климата, традиций и культуры. Если в северном полушарии лето, то в Южном полушарии — зима, и наоборот. Состоит из трёх месяцев: в Северном полушарии — июня, июля и августа, в Южном — декабря, января и февраля.

## Астрономическое лето

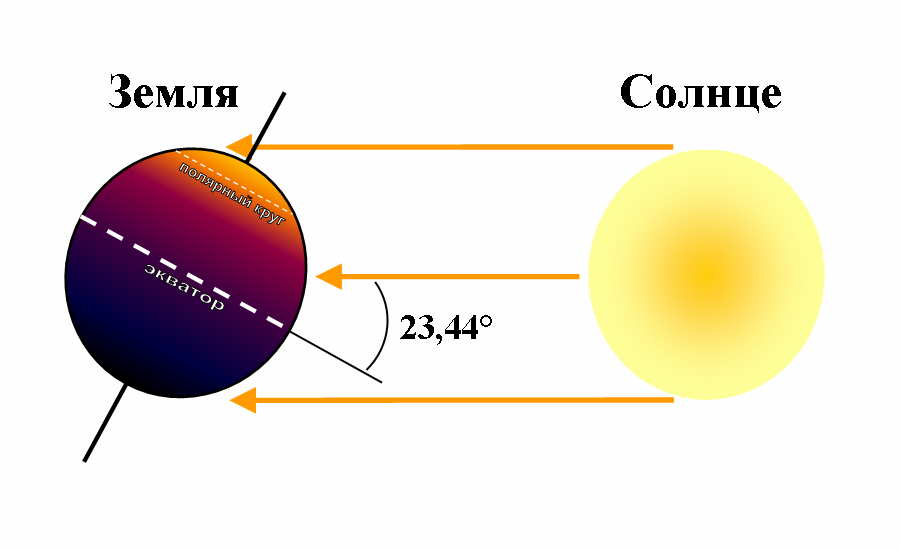
Июньское солнцестояние. Цветом показаны зоны Земли с различной долготой дня (северное полушарие сверху)

С астрономической точки зрения равноденствия и солнцестояния были бы серединой соответствующих сезонов. Сезонные изменения на поверхности Земли обусловлены годичным периодом обращения планеты вокруг Солнца и наклоном оси её вращения относительно орбитальной плоскости. Но по традиции астрономии астрономическое лето в Северном полушарии — период между июньским солнцестоянием и сентябрьским равноденствием — продолжается с 21 (20) июня по 23 (22) сентября. В Южном полушарии астрономическое лето — период между декабрьским солнцестоянием и мартовским равноденствием — продолжается с 21 (22) декабря по 20 (21) марта.

## Климатическое лето
Согласно метеорологическому соглашению, лето включает июнь, июль и август в северном полушарии и декабрь, январь и февраль в южном полушарии. Согласно метеорологическим определениям, все времена года могут произвольно начинаться в начале календарного месяца и заканчиваться в конце месяца. Это метеорологическое определение лета также соответствует общепринятому представлению о лете как о сезоне с самыми длинными (и самыми теплыми) днями года, в которых преобладает дневной свет.
В разных географических поясах из-за неравномерности освещения Солнцем поверхности Земли летний сезон отличается от зимнего в различной степени. С увеличением широты возрастает разность в длительности светлого времени суток летом и зимой, достигающая максимума на полюсах (см. Полярный день), где Солнце летом не заходит за горизонт в течение 6 месяцев.
Там, где сезонное отставание равно половине сезона или больше, расчеты, основанные на астрономических маркерах, сдвигаются на половину сезона. Согласно этому методу, в Северной Америке лето — это период от летнего солнцестояния (обычно 20 или 21 июня в северном полушарии) до осеннего равноденствия. Поскольку отставание температуры в океанических умеренных широтах Южного полушария меньше, то большинство стран этого региона используют метеорологическое определение, при котором лето начинается 1 декабря и заканчивается в последний день февраля.
Гидрометеослужбы считают, что летний период начинается переходом среднесуточной температуры воздуха через +15 градусов Цельсия в сторону повышения и заканчивается — переходом этой же отметки в сторону понижения. Также существенным признаком наступления лета считается прекращение ночных заморозков, а окончанием лета и наступлением осени считается возвращение постоянных ночных заморозков ниже нуля.
Если наступление климатического лета определять таким образом, то получится, что продолжительность лета существенно зависит от широты, а также от других особенностей климата:
- в полярных широтах Арктики лето короткое или же не наступает вовсе (весна плавно переходит в осень, субарктический климат), в Мурманске лето климатически бывает только в тёплые годы;
- в Якутске лето достаточно короткое — чуть больше двух месяцев (с начала июня до середины августа), но жаркое;
- в Петербурге климатическое лето длится около трёх месяцев (с начала июня (иногда с конца мая) до начала сентября);
- в Москве — три—четыре месяца (с середины—конца мая до конца августа, реже — до начала сентября);
- в Находке — три с половиной месяца (с середины июня до конца сентября);
- в Краснодаре — примерно пять месяцев;
- в субтропических широтах лето длится бо́льшую часть года;
- в тропических и экваториальных широтах — круглый год.

Для континентального климата, господствующего на значительной части территории России, характерно лето жаркое и сухое, для морского климата — влажное и прохладное.

## Календарное лето
В России календарное лето продолжается с 1 июня по 31 августа и состоит из трёх месяцев — июня, июля и августа.

### Исторические факты
В каждом времени года считалось по 91 дню с получетвертью часа.